# Alfred Hala
Alfred Hala (* 6. Oktober 1950; † 28. August 2022) war ein österreichischer Fußballspieler.

## Karriere
Hala spielte bis 1967 für den Floridsdorfer AC. 1967 wechselte er zum Wiener Sport-Club. Sein Debüt für den WSC in der Nationalliga gab er im Oktober 1967, als er am achten Spieltag der Saison 1967/68 gegen den SV Austria Salzburg eingewechselt wurde. In jenem Spiel erzielte er durch den Treffer zum 1:1-Endstand auch sein erstes Tor in der höchsten österreichischen Spielklasse. Für den WSC absolvierte er insgesamt 78 Spiele in der Nationalliga, in denen er 32 Tore erzielen konnte.
Zur Saison 1971/72 wechselte Hala zum SV Austria Salzburg. Nach der Einführung der Bundesliga absolvierte er sein erstes Spiel in dieser im August 1974 gegen den SK VÖEST Linz. Mit den Salzburgern stieg er 1977 aus der höchsten Spielklasse ab. Daraufhin verließ Hala den Verein nach über 150 National- und Bundesligaspielen.
Anschließend spielte er noch für den SK Bischofshofen in der Regionalliga sowie für die unterklassigen Vereine USC Flachau und SV Konkordiahütte-Tenneck.